# 艾朗·雲比沙卡
亚伦·万-比萨卡（英語：Aaron Wan-Bissaka，1997年11月26日—），剛果民主共和國職業足球員，司職右后卫，現時效力英超球會韋斯咸，亦曾效力英格蘭U21代表隊，現代表剛果民主共和國國家足球隊出賽。
雲比薩卡在英格蘭出生，他有剛果民主共和國血統。

## 俱樂部生涯
万-比萨卡從水晶宮展開其職業足球生涯，2018/19球季成為球隊的常規正選，並憑藉出色表現獲選水晶宮年度最佳青年球員。
2019年6月，曼聯以總值5,000萬鎊收購之。2019年8月11日，他完成了曼联的首秀，在4-0战胜切尔西的联赛中打满90分钟。

## 國家隊生涯
剛果民主共和國裔的万-比萨卡曾經於2015年代表剛果民主U20上陣。然而，他決定選擇代表其出生地英格蘭，先後加入該國的U20及U21代表隊。

## 榮譽
曼联
- 英格兰联赛盃冠军：2022–23
- 英格蘭足總盃冠軍：2023–24[4]

## 外部連結
- Profile （页面存档备份，存于） at the Manchester United F.C. website
- 足球数据库：艾朗·雲比沙卡的球员统计数据